# Obóz harcerski

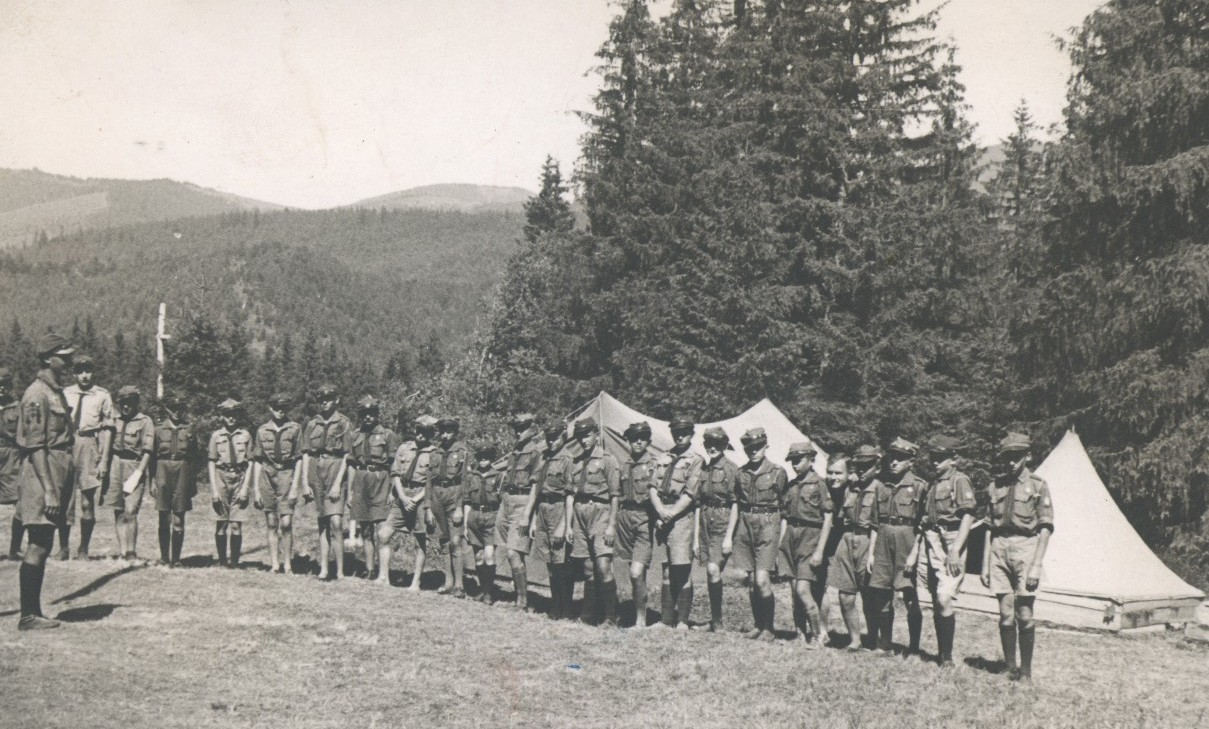
Obóz harcerski w Worochcie, ok. 1934

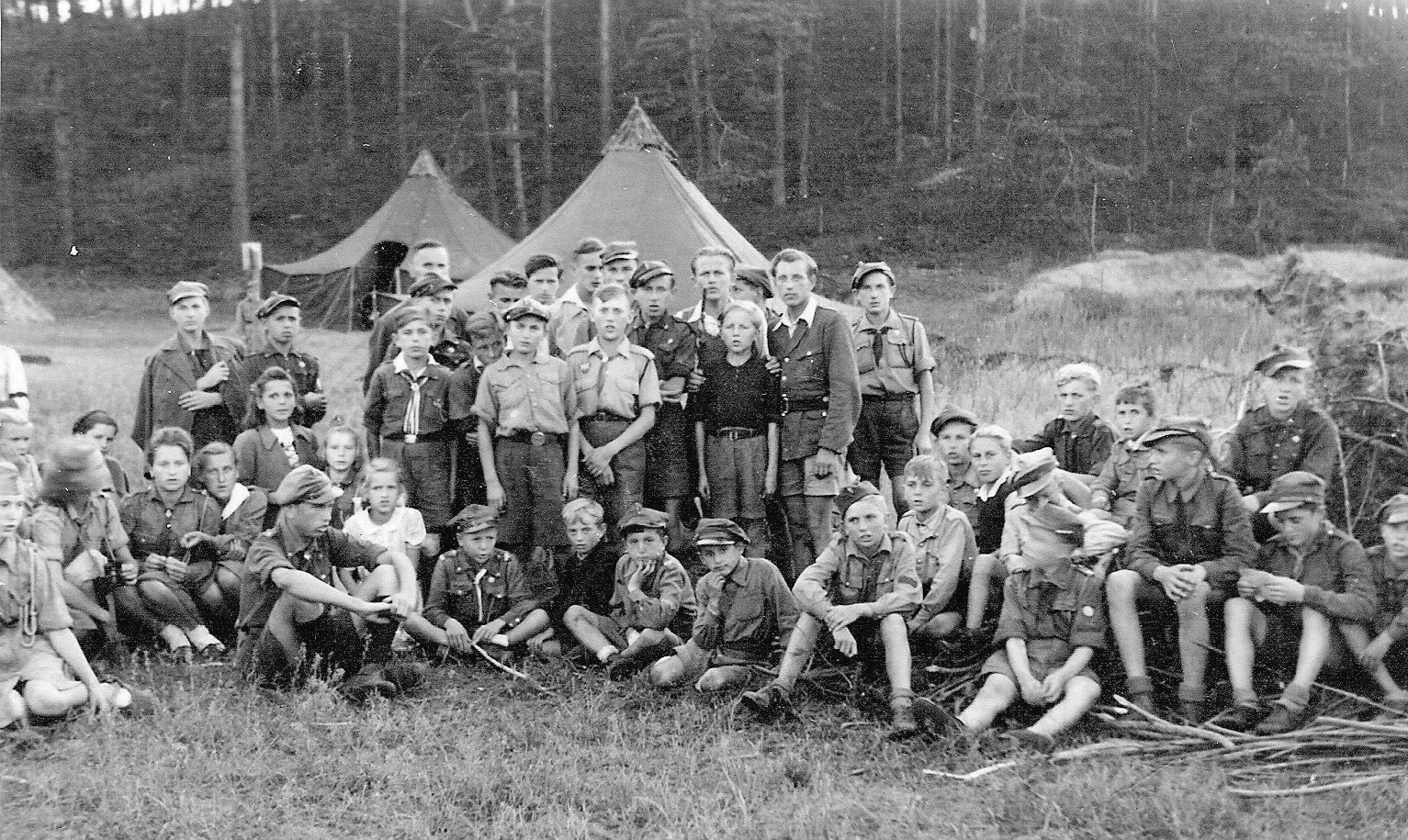
Obóz harcerski w Otłoczynie, sierpień 1946

Obóz harcerski – forma wypoczynku dzieci i młodzieży, wyjazd zorganizowanej grupy harcerzy, najczęściej drużyny, trwający powyżej 5–6 dni, przeciętnie od 14 do 26 dni w ZHP i ok. miesiąca w ZHR. Jest podstawową formą pracy harcerskiej. 

## Rodzaje obozów
Wyróżnia się następujące rodzaje obozów harcerskich:
- obozy stałe (najczęściej spotykane) – takie obozy harcerskie organizuje się w środku kompleksów leśnych, z daleka od miast i większych skupisk ludzkich[3], niekiedy w stałej bazie obozowej (stanicy obozowej, ośrodku)[1]; harcerze nocują zwykle w wojskowych namiotach (popularnych „dziesiątkach”), pod którymi samodzielnie budują prycze (rodzaj łóżka), półki, szafki i inne meble z drewna;
- zgrupowania obozów – są większą formą obozu stałego, dla większej liczby uczestników, np. drużyn całego hufca; harcerze podzieleni są na oddzielne podobozy, działające według własnego programu, zwykle podobóz taki wystawia drużyna lub szczep; jest też część wspólna – zgrupowanie (z komendą zgrupowania), wypełniająca zadania organizacyjno-gospodarcze (transport, zaopatrzenie, żywienie, służba zdrowia, kąpielisko itp.)[1];
- obozy wędrowne – organizowane dla harcerzy posiadających przygotowanie turystyczne i kondycyjne; noclegi odbywają się pod namiotami, w bazach i schroniskach turystycznych;
- obozy żeglarskie, spływy kajakowe, obozy górskie itp. – dla harcerzy z przygotowaniem specjalistycznym;
- obozy zagraniczne.

Wyjazdową formą wypoczynku podobną do obozu, ale przeznaczoną dla młodszych – zuchów, jest kolonia zuchowa. Formą krótszą niż obóz, trwającą do 5 dni, jest biwak.
W Związku Harcerstwa Polskiego wszystkie obozy i inne formy wypoczynku letniego  przyjęto określać mianem Harcerskiej Akcji Letniej (HAL), a zimowego – Harcerskiej Akcji Zimowej (HAZ). Wyróżnia się także Nieobozową Akcję Letnią (NAL) i Nieobozową Akcję Zimową (NAZ) – organizowane w miejscu zamieszkania.

## Wartość obozu w pracy harcerskiej
Dzięki temu, że obóz trwa średnio 21 dni, instruktor może zorganizować podczas nich zajęcia będące odpowiednikiem ponad 100 zbiórek harcerskich. Harcerze zdobywają więc większość doświadczenia na obozie. 

Otwarta, świeża atmosfera i koleżeństwo, wyrobione przez stałe ogniska, stwarzają najlepszy nastrój wśród chłopców i dają drużynowemu okazję daleko lepszą, niż jakakolwiek inna do ujęcia mocno swoich chłopców i wywarcia na nich osobistego wpływu.

## Przebieg obozu
Na kilka dni przed obozem rozpoczyna się „kwaterka”. Polega na przygotowaniu miejsca na obóz, zbudowaniu podstawowych obiektów obozu np. kuchni czy świetlicy. W kwaterce zwyczajowo bierze udział kadra oraz starsi harcerze. Następnie przyjeżdża reszta harcerzy i rozpoczyna się pionierka. Potem następuje część właściwa obozu. Na zakończenie, podczas „depionierki” (rozpionierki), wszystkie obiekty zostają rozbite i teren wraca do pierwotnej postaci.

## Rodzaje zajęć obozowych
- gry terenowe
- ogniska
- zwiady
- chatki
- podchody
- szlifowane technik harcerskich
- biegi na orientację

## Zwyczaje obozowe
Większość środowisk posiada własne zwyczaje, związane z historią drużyny, szczepu bądź hufca. Jednak część utrwaliła się w wielu środowiskach harcerskich. Do najpopularniejszych należą:
- odcinanie linki z masztu podczas ostatniego apelu i przyczepianie jej do munduru
- budowanie totemów przez każdy z zastępów, który staje się ich symbolem
- chrzest obozowy (najczęściej znany jako „bieg biszkopta”). Jest to forma inicjacji harcerzy, którzy są po raz pierwszy na obozie. Podczas biegu harcerze wykonują różne zadania. Bieg często odbywa się późnym wieczorem lub nocą[potrzebny przypis]